# Indogaetulia insularis
Indogaetulia insularis är en insektsart som först beskrevs av Schmidt 1905.  Indogaetulia insularis ingår i släktet Indogaetulia och familjen Nogodinidae. Inga underarter finns listade i Catalogue of Life.